# Paardenhaarwormen
Paardenhaarwormen (Nematomorpha) zijn protostomata-wormen. Een bekende vertegenwoordiger is Spinochordodes tellinii. Het is een parasitaire worm die de hersenen van zijn gastheren, sprinkhanen en krekels, kan beïnvloeden. De gastheer wordt aangezet tot het opzoeken van water, zodat de volwassen worm de gastheer kan verlaten en soortgenoten kan opzoeken om te paren. In België komt waarschijnlijk maar één soort voor, de Gordius setiger Mogelijk komt deze in Nederland ook voor, maar er waren tot in 2017 nog geen geverifieerde waarnemingen.

## Taxonomie
De paardenhaarwormen zijn als volgt onderverdeeld:
- Klasse Gordioida
  - Orde Chordodea
    - Familie Chordodidae
      - Geslacht Chordodes - Creplin, 1847
        - Chordodes aelianus - (Camerano, 1894)[4]
        - Chordodes aethiopicus - Inoue, 1974[5]
        - Chordodes africanus - Sciacchitano, 1933
        - Chordodes albibarbatus - Montgomery, 1898
        - Chordodes ambonensis - Sciacchitano, 1962
        - Chordodes anthophorus - Kirjanova, 1950
        - Chordodes auranthiacus - von Linstow, 1906
        - Chordodes balzani - Camerano, 1896
        - Chordodes baramensis - Römer, 1895
        - Chordodes betularius - Linstow, 1904
        - Chordodes bipilus - Kirjanova, 1957
        - Chordodes boulengeri - Camerano, 1912
        - Chordodes bouvieri - (Villot, 1885)
        - Chordodes brasiliensis - Janda, 1894
        - Chordodes brevipilus - Schmidt-Rhaesa, 2002
        - Chordodes bukavuensis - Sciacchitano, 1958
        - Chordodes caledoniensis - (Villot, 1874)
        - Chordodes capensis - Camerano, 1859
        - Chordodes capillatus - Linstow, 1901
        - Chordodes carmelitanus - Carvalho en Feio, 1950
        - Chordodes clavatus - Linstow, 1906
        - Chordodes compactus - Schmidt-Rhaesa en Brune, 2008
        - Chordodes compressus - Römer, 1895
        - Chordodes congolensis - Sciacchitano, 1933
        - Chordodes corderoi - Carvalho, 1946
        - Chordodes cornuta - Villalobos en Camino, 1999
        - Chordodes cubanensis - Montgomery, 1898
        - Chordodes curvicillatus - Kirjanova en Spiridonov, 1980
        - Chordodes defilippii - (Rosa, 1880)
        - Chordodes devius - Kirjanova, 1950
        - Chordodes digitatus - Linstow, 1901
        - Chordodes ferox - Camerano, 1897
        - Chordodes festae - Camerano, 1897
        - Chordodes fukuii - Inoue, 1951
        - Chordodes furnessi - Montgomery, 1898
        - Chordodes gariazzi - Camerano, 1902
        - Chordodes gestri - Camerano, 1904
        - Chordodes guineensis - Spiridonov, 2002
        - Chordodes hawkeri - Camerano, 1902
        - Chordodes heinzei - Sciacchitano, 1937
        - Chordodes ikelensis - Sciacchitano, 1961
        - Chordodes insidiator - Camerano, 1899
        - Chordodes iturensis - Sciacchitano, 1958
        - Chordodes jandae - Camerano, 1895
        - Chordodes japonensis - Inoue, 1952
        - Chordodes joyeuxi - Dorier, 1935
        - Chordodes kakandensis - Sciacchitano, 1958
        - Chordodes kallstenii - Jagerskiöld, 1897
        - Chordodes kivuensis - Sciacchitano, 1958
        - Chordodes kolensis - Sciacchitano, 1933
        - Chordodes koreensis - Baek, 1993
        - Chordodes lefeburi - (Sciacchitano, 1937)
        - Chordodes lenti - Carvalho, 1944
        - Chordodes ligasiensis - Sciacchitano, 1933
        - Chordodes lotus - de Villalobos en de Miralles, 1997
        - Chordodes maculatus - Sciacchitano, 1958
        - Chordodes madagascariensis - Camerano, 1897
        - Chordodes matensis - de Villalobos en de Miralles, 1997
        - Chordodes mobensis - Sciacchitano, 1958
        - Chordodes modiglianii - (Camerano, 1892)
        - Chordodes montgomeryi - Camerano, 1901
        - Chordodes moraisi - (Carvalho, 1942)
        - Chordodes morgani - Montgomery, 1898
        - Chordodes moutoni - Camerano, 1895
        - Chordodes muelleri - Sciacchitano, 1937
        - Chordodes nobilii - Camerano, 1901
        - Chordodes ornatus - (Grenacher, 1868)
        - Chordodes parasitus - Creplin, 1847
        - Chordodes penicillatus - Camerano, 1895
        - Chordodes peraccae - (Camerano, 1894)[4]
        - Chordodes pilosus - Möbius, 1855
        - Chordodes pollonerae - Camerano, 1912
        - Chordodes polycoronatus - Schmidt-Rhaesa en Brune, 2008
        - Chordodes polytuberculatus - Schmidt-Rhaesa en Menzel, 2005
        - Chordodes puncticulatus - Camerano, 1895
        - Chordodes queenslandi - Schmidt-Rhaesa, 2002
        - Chordodes rigatus - Sciacchitano, 1937
        - Chordodes ruandensis - Sciacchitano, 1937
        - Chordodes sajanensis - Spiridonov, 2000
        - Chordodes sandoensis - Sciacchitano, 1937
        - Chordodes schoutedeni - Sciacchitano, 1933
        - Chordodes shipleyi - Camerano, 1899
        - Chordodes siamensis - Camerano, 1903
        - Chordodes silvestri - Camerano, 1895
        - Chordodes skorikovi - Camerano, 1903
        - Chordodes staviarskii - Carvalho en Feio, 1950
        - Chordodes tenodarae - Kirjanova, 1957
        - Chordodes timorensis - Camerano, 1895
        - Chordodes tuberculatus - Linstow, 1901
        - Chordodes villalobi - Schmidt-Rhaesa en Brune, 2008
        - Chordodes wangi - Wu en Tang, 1933

      - Geslacht Euchordodes - Heinze, 1937
        - Euchordodes libellulovivens - Heinze, 1937
        - Euchordodes malaysiensis - Inoue, 1966
        - Euchordodes nigromaculatus - Poinar, 1991

      - Geslacht Neochordodes - Carvalho, 1942
        - Neochordodes australis - de Miralles en de Villalobos, 1996
        - Neochordodes bonaerensis - de Miralles en de Villalobos, 1998
        - Neochordodes californensis - de Miralles en de Villalobos, 1995
        - Neochordodes chordodides - Schmidt-Rhaesa en Menzel, 2005
        - Neochordodes columbianus - Faust en Ramos, 1960
        - Neochordodes occidentalis - (Montgomery, 1898)
        - Neochordodes nietoi - De Miralles en De Villalobos, 1994
        - Neochordodes occidentalis - (Montgomery, 1898)
        - Neochordodes punctatus - De Miralles en De Villalobos, 1996
        - Neochordodes semiluna - Villalobos en Camino, 1999
        - Neochordodes serranensis - De Miralles en De Villalobos, 1996
        - Neochordodes torrenticola - De Miralles en De Villalobos, 1996
        - Neochordodes uniareolatus - Carvalho, 1946

      - Geslacht Pantachordodes - Heinze, 1954
        - Pantachordodes europaeus - (Heinze, 1952)[6]

      - Geslacht Pseudochordodes - Carvalho, 1942
        - Pseudochordodes bedriagae - (Camerano, 1896)
        - Pseudochordodes bulbareolatus - Schmidt-Rhaesa en Menzel, 2005
        - Pseudochordodes dugesi - (Camerano, 1898)
        - Pseudochordodes gordioides - (Montgomery, 1898)
        - Pseudochordodes griffini - (Camerano, 1898)
        - Pseudochordodes guatemalensis - De Miralles et al., 1997
        - Pseudochordodes manteri - Carvalho, 1942
        - Pseudochordodes meridionalis - Carvalho en Feio, 1950
        - Pseudochordodes pardalis - (Camerano, 1893)
        - Pseudochordodes texanus - Schmidt-Rhaesa et al., 2003

    - Familie Parachordodidae
      - Geslacht Beatogordius - Heinze, 1934
        - Beatogordius abaiconus - Carvalho, 1946
        - Beatogordius abbreviatus - (Villot, 1874)
        - Beatogordius alfredi - (Camerano, 1894)[4]
        - Beatogordius australiensis - Schmidt-Rhaesa en Bryant, 2004
        - Beatogordius brieni - Sciacchitano, 1961
        - Beatogordius deshayesi - (Villot, 1874)
        - Beatogordius echinatus - (Linstow, 1901)
        - Beatogordius erythraeus - (Camerano, 1915) Sciacchitano, 1940
        - Beatogordius funis - de Villalobos et al., 2003
        - Beatogordius inesae - (Cavalieri, 1961)
        - Beatogordius irregularis - Miralles, 1972
        - Beatogordius latastei - (Camerano, 1895)Heinze, 1934
        - Beatogordius lineatus - Schmidt-Rhaesa en Bryant, 2004
        - Beatogordius palustre - de Villalobos et al., 2003
        - Beatogordius raphaelis - (Camerano, 1893)
        - Beatogordius regularis - Heinze, 1934
        - Beatogordius sankurensis - Sciacchitano, 1958
        - Beatogordius ugandensis - Schmidt-Rhaesa en de Villalobos, 2001
        - Beatogordius variabilis - Miralles, 1981
        - Beatogordius wilsoni - Sciacchitano, 1958

      - Geslacht Gordionus - Müller, 1927
        - Gordionus alascensis - (Montgomery, 1907)
        - Gordionus alpestris - (Villot, 1885)
        - Gordionus annamensis - Spiridonov, 1993
        - Gordionus austriacus - Heinze, 1952[6]
        - Gordionus austrinus - de Villalobos, Zanca en Ibarra-Vidal, 2005
        - Gordionus barbatus - Schmidt-Rhaesa en Cieslak, 2008
        - Gordionus bilinareolatus - (Heinze, 1937)
        - Gordionus blanchardi - (Villot, 1874)
        - Gordionus brunneus - Monten, 1951
        - Gordionus capitosulcatus - (Montgomery, 1898)
        - Gordionus chinensis - (Villot, 1874)
        - Gordionus conglomeratus - Heinze, 1952[6]
        - Gordionus cyrnensis - Giudicelli en Nicoli, 1962
        - Gordionus densareolatus - (Montgomery, 1898)
        - Gordionus diligens - de Villalobos et al., 1999
        - Gordionus divergens - Schuurmanns Steckhoven, 1943
        - Gordionus dubiosus - Henze, 1937
        - Gordionus enigmaticus - de Villalobos, Zanca en Ibarra-Vidal, 2005
        - Gordionus formidatus - Havlik, 1954
        - Gordionus fragmentarius - Heinze, 1952[6]
        - Gordionus harpali - Heinze, 1940
        - Gordionus kaschgaricus - (Camerano, 1897)
        - Gordionus kii - Schmidt-Rhaesa en Sato, 2009
        - Gordionus lapponicus - Monten, 1951
        - Gordionus lenae - Heinze, 1937
        - Gordionus lineatus - (Leidy, 1851)
        - Gordionus linourgos - de Villalobos et al., 1999
        - Gordionus longareolatus - (Montgomery, 1898)
        - Gordionus longistriatus - Schmidt-Rhaesa, 2004
        - Gordionus lunatus - Müller, 1927
        - Gordionus meissneri - Müller, 1927
        - Gordionus molopsis - Heinze, 1937
        - Gordionus ondulatus - Miralles, 1984
        - Gordionus perronciti - (Camerano, 1887)
        - Gordionus platycephalus - (Montgomery, 1898)
        - Gordionus porosus - de Villalobos en Voglino, 2000
        - Gordionus preslii - (Vejdovsky, 1886)[1]
        - Gordionus prismaticus - (Villot, 1874)
        - Gordionus punctulatus - Heinze, 1937
        - Gordionus reticulates - (Villot, 1874)
        - Gordionus roccatii - (Camerano, 1912)
        - Gordionus rugosus - Canadjija, 1956
        - Gordionus scaber - Müller, 1927
        - Gordionus scripturus - Heinze, 1952[6]
        - Gordionus semistiatus - Heinze, 1937
        - Gordionus senkovi - Malakhov en Spiridonov, 1982
        - Gordionus silphae - Heinze, 1937
        - Gordionus sinepilosus - Schmidt-Rhaesa et al., 2003
        - Gordionus stenobothri - Canadjija, 1956
        - Gordionus strigatus - Müller, 1927
        - Gordionus subalpinus - Heinze, 1952[6]
        - Gordionus sulcatus - Heinze, 1937
        - Gordionus thiemanni - Heinze, 1937
        - Gordionus thuringensis - Müller, 1927
        - Gordionus turkensis - Schmidt-Rhaesa en Cieslak, 2008
        - Gordionus violaceus - (Baird, 1853)
        - Gordionus wolterstorffii - (Camerano, 1888)

      - Geslacht Parachordodes - Camerano, 1897
        - Parachordodes aequatorialis - Sciacchitano, 1937
        - Parachordodes annulatus - Linstow, 1906
        - Parachordodes arndti - Heinze, 1935
        - Parachordodes bourguignoni - Sciacchitano, 1937
        - Parachordodes capitosulcatus - (Montgomery, 1898)
        - Parachordodes ciferrii - Sciacchitano, 1932
        - Parachordodes coreanus - Linstow, 1906
        - Parachordodes densareolatus - (Montgomery, 1898)
        - Parachordodes diblastus - (Örley, 1881)
        - Parachordodes gemmatus - (Villot, 1885)
        - Parachordodes lestici - Heinze, 1935
        - Parachordodes maculatus - A (Linstow, 1883)
        - Parachordodes magnus - Spiridonov, 1989
        - Parachordodes megareolatus - Schmidt-Rhaesa, Chung
        - Parachordodes modestus - Spiridonov, 1989
        - Parachordodes okadai - Inoue, 1955
        - Parachordodes orientalis - Fukui en Inoué, 1940
        - Parachordodes pleskei - (Camerano, 1986)
        - Parachordodes propareolatus - Heinze, 1935
        - Parachordodes pustulosus - (Baird, 1853)
        - Parachordodes sciacchitanoi - Heinze, 1935
        - Parachordodes sjöstedti - Camerano, 1910
        - Parachordodes speciosus - (Janda, 1894)
        - Parachordodes tegonotus - Poinar et al., 2004
        - Parachordodes tolosanus - (Dujardin, 1842)

      - Geslacht Paragordionus - Heinze, 1935
        - Paragordionus bohemicus - Havlik, 1947
        - Paragordionus dispar - (Müller, 1927)
        - Paragordionus ibericus - Schmidt-Rhaesa en Cieslak, 2008
        - Paragordionus kawamurai - Yamaguti, 1943
        - Paragordionus rautheri - Heinze, 1937
        - Paragordionus vejdovskyi - (Janda, 1895)

      - Geslacht Semigordionus - Heinze, 1952
        - Semigordionus circumannulatus - Heinze, 1952[6]

    - Familie Paragordiidae
      - Geslacht Paragordius - Camerano, 1897
        - Paragordius andreasii - Zanca en de Villalobos, 2006
        - Paragordius areolatus - Linstow, 1906
        - Paragordius aurantiacus - Linstow, 1906
        - Paragordius cinctus - Linstow, 1906
        - Paragordius dartevellei - Sciacchitano, 1958
        - Paragordius diversolobatus - Heinze, 1935
        - Paragordius emeryi - (Camerano, 1895)
        - Paragordius esavianus - Carvalho, 1942
        - Paragordius flavescens - Linstow, 1906
        - Paragordius laurae - Sciacchitano, 1958
        - Paragordius marlieri - Sciacchitano, 1958
        - Paragordius minusculus - Carvalho, 1944
        - Paragordius mulungensis - Sciacchitano, 1958
        - Paragordius somaliensis - Sciacchitano, 1962
        - Paragordius stylosus - (Linstow, 1883)
        - Paragordius tanganikensis - Sciacchitano, 1958
        - Paragordius tricuspidatus - (Dufour, 1828)
        - Paragordius varius - Leidy, 1851

    - Familie Spinochordodidae
      - Geslacht Spinochordodes - Kirjanova, 1950
        - Spinochordodes actiniphorus - Kirjanova, 1950
        - Spinochordodes bacescui - (Capuse, 1965)
        - Spinochordodes baeri - (Camerano, 1896)
        - Spinochordodes cameranoi - Kirjanova, 1950
        - Spinochordodes europaeus - (Heinze, 1952)[6]
        - Spinochordodes piliferus - Kirjanova, 1950
        - Spinochordodes skrjabini - Kirjanova, 1958
        - Spinochordodes tellinii - (Camerano, 1888)
        - Spinochordodes vitiferus - Kirjanova, 1950

  - Orde Gordea
    - Familie Gordiidae
      - Geslacht Acutogordius - Heinze, 1952[6]
        - Acutogordius acuminatus - de Miralles en de Villalobos, 1998[7]
        - Acutogordius americanus - de Miralles en de Villalobos, 1998[7]
        - Acutogordius australiensis - Spiridonov, 1984[8]
        - Acutogordius doriae - (Camerano, 1890)
        - Acutogordius feae - (Camerano, 1897)
        - Acutogordius incertus - (Villot, 1874)
        - Acutogordius obesus - (Camerano, 1895)
        - Acutogordius protectus - Schmidt-Rhaesa en Geraci, 2006[9]
        - Acutogordius sulawensis - Schmidt-Rhaesa en Geraci, 2006[9]

      - Geslacht Gordius - Linné, 1758
        - Gordius albopunctatus - Müller, 1927
        - Gordius alpinus - Spiridonov, 1998
        - Gordius amoyensis - Tang, 1934
        - Gordius angulatus - Linstow, 1906
        - Gordius aquaticus - Linnaeus, 1758
        - Gordius attoni - Redlich, 1980
        - Gordius austrinus - De Villalobos, Zanca en Ibarra-Vidal, 2005
        - Gordius bivittatus - Kirjanova, 1949
        - Gordius borisphaenicus - Spiridonov, 1984
        - Gordius cavernarum - Inoue, 1972
        - Gordius cognetti - Camerano, 1904
        - Gordius corrugatus - Camerano, 1895
        - Gordius dectici - Heinze, 1937
        - Gordius deltaensis - de Miralles en de Villalobos, 1996
        - Gordius difficilis - (Montgomery, 1898)
        - Gordius dimorphus - Poinar, 1990
        - Gordius elongiporus - Schmidt-Rhaesa, 2000
        - Gordius emarginatus - Villot, 1885
        - Gordius flavus - Linstow, 1906
        - Gordius foochowensis - Tang, 1934
        - Gordius fulgur - Baird, 1861
        - Gordius georgensis - Kirjanova, 1955
        - Gordius germanicus - Heinze, 1937
        - Gordius gesneri - Heinze, 1937
        - Gordius guatemalensis - Linstow, 1902
        - Gordius heinzei - Schuurmans Steckhoven, 1943
        - Gordius hispidus - Linstow, 1906
        - Gordius horsti - Camerano, 1895
        - Gordius impressus - Schneider, 1866
        - Gordius interjectus - Heinze, 1940
        - Gordius isohypsatus - Canadjija, 1956
        - Gordius japonicus - Inoue en Fukui, 1953
        - Gordius jarulini - Zakarijew, 1967
        - Gordius kimmeriensis - Spiridonov, 1998
        - Gordius labidus - de Miralles en de Villalobos, 1996
        - Gordius lapponicus - Linstow, 1906
        - Gordius lineatus - Baek en Noh, 1992
        - Gordius locustae - Havlik, 1954
        - Gordius longiformis - Heinze, 1934
        - Gordius longissimus - Römer, 1895
        - Gordius lumpei - Müller, 1927
        - Gordius luteopunctatus - Inoue, 1979
        - Gordius meruanus - Camerano, 1910
        - Gordius mongolicus - Spiridonov, 1998
        - Gordius mosaicus - Canadjija, 1956
        - Gordius mülleri - Heinze, 1933
        - Gordius nonmaculatus - Heinze, 1937
        - Gordius ogatai - Inoue, 1979
        - Gordius omensis - Wu en Tang, 1933
        - Gordius panighettensis - Sciacchitano, 1955
        - Gordius paranensis - Camerano, 1892
        - Gordius paronae - Camerano, 1903
        - Gordius parvaquaticus - Heinze, 1952[6]
        - Gordius pavlovskii - Kirjanova, 1955
        - Gordius pioltii - Camerano, 1887
        - Gordius plicatissimus - Heinze, 1952[6]
        - Gordius pilicatulus - Heinze, 1937
        - Gordius polychaetus - Tang, 1934
        - Gordius robustus - Leidy, 1851
        - Gordius rosae - Camerano, 1887
        - Gordius salvadorii - Camerano, 1895
        - Gordius samoensis - Linstow, 1906
        - Gordius setiger - Schneider, 1866[10]
        - Gordius sinareolatus - Havlik, 1949
        - Gordius solaris - Kirjanova, 1950
        - Gordius spinosus - De Miralles en De Villalobos, 1996
        - Gordius stellatus - Linstow, 1906
        - Gordius tatrensis - Janda, 1894
        - Gordius testaceus - Kirjanova, 1949
        - Gordius tirolensis - Heinze, 1937
        - Gordius toschii - Sciacchitano, 1940
        - Gordius tuberculatus - Canadjija, 1956
        - Gordius turcomanicus - Spiridonov, 1998
        - Gordius undulatus - Heinze, 1937
        - Gordius valnoxius - Degrange en Martinot, 1995
        - Gordius villoti - Rosa, 1882
        - Gordius willeyi - Camerano, 1899
        - Gordius zammaranoi - Sciacchitano, 1932
        - Gordius zavattarii - Camerano, 1908
- Klasse Nectonematoida (geen verdere onderverdeling in orde, familie)
  - Geslacht Nectonema - Verrill, 1879
    - Nectonema agile - Verrill, 1879
    - Nectonema melanocephalum - Nierstrasz, 1907
    - Nectonema munidae - Brinkmann, 1930
    - Nectonema svensksundi - Bock, 1913
    - Nectonema zealandica - Poinar en Brockerhoff, 2001